# Der Graf von Gleichen (Musical)
Der Graf von Gleichen ist ein Musical frei nach der Sage vom Grafen zu Gleichen in Thüringen von Peter Frank (Musik) und Dirk Schattner (Regie). Das Musical wurde am 27. Mai 2006 im Gut Ringhofen in Mühlberg mit Blick auf die Drei Gleichen uraufgeführt.

## Handlung
Dem landesweiten Ruf des Kaisers folgend, macht sich Ernst, Graf von Gleichen, auf, in den Kreuzzug zu ziehen. Auf der Burg Gleichen lässt er seine Frau Regina und zwei Kinder zurück. Der Graf und sein Knappe Kurt geraten in Gefangenschaft und verbringen als Sklaven sechs Jahre am Hofe des Sultans Kamaluddin von Kairo.
Schließlich wird Selina, die junge Tochter des Sultans, auf Ernst aufmerksam. Sie soll an einen reichen arabischen Adligen verheiratet werden, würde aber viel lieber mit dem Grafen fliehen. Graf Ernst seinerseits ist verstört, da Kurt ihm einige Träume dahingehend deutet, dass seine Frau in der Heimat gestorben sei. Er willigt in die Fluchtpläne Selinas ein. Selina, Ernst, Kurt und dessen Geliebte Jasira brechen in Richtung Europa auf. In Venedig angekommen, erfährt Graf Ernst, dass seine Frau noch lebe. Selina jedoch sieht darin kein Problem, sei es doch im Orient üblich, dass ein Mann mehrere Frauen nähme. In Rom erteilt der Papst persönlich ihrer Verbindung seinen Segen.
Gräfin Regina hat in der Burg Gleichen all die Jahre auf ihren Mann gewartet. Weder die Einflüsterungen des intriganten Hofgeistlichen Malachus noch die Angebote verschiedener Grafen, sie zu heiraten, haben sie vom Glauben an die Rückkehr ihres Mannes abbringen können.
Als sie einen Brief erhält, in dem der Graf seine Rückkehr gemeinsam mit Selina ankündigt, ist sie am Boden zerstört. Doch es siegt die Freude über die Rückkehr des Geliebten. Regina beschließt, Selina, die das Leben von Ernst gerettet hat, als Schwester aufzunehmen.

## Darsteller
Professionelle Darsteller und die Band „Holger-Arndt-Connexion“ werden von etwa 70 Mitwirkenden aus der Region begleitet, die in Chören und als Statisten auftreten.
Hauptdarsteller:
- Graf Ernst von Gleichen: Peter Frank
- Gräfin Regina: Katrin Weber, Claudia Hauf, Monika Staczak
- Selina: Kristin Kuhnert
- Kurt: Joachim Holzhey
- Jasira: Gloria Marks
- Malachus: Josef Schwarz
- Sultan: Bert Linnemann